# Regnéville-sur-Mer
Regnéville-sur-Mer è un comune francese di 858 abitanti situato nel dipartimento della Manica nella regione della Normandia.

## Società

### Evoluzione demografica
Abitanti censiti